# US-Bangla Airlines
US-Bangla Airlines ( en bengalí: ইউএস বাংলা এয়ারলাইন্স  ) una aerolínea privada de Bangladesh con sede en Daca y con base en el aeropuerto internacional Shahjalal. La aerolínea es la aerolínea privada más grande de Bangladesh en términos de tamaño de flota y la segunda aerolínea más grande después de la aerolínea nacional Biman Bangladesh Airlines.

## Historia
US-Bangla Airlines inició operaciones con vuelos nacionales el 17 de julio del 2014. Inicialmente, la aerolínea lanzó dos destinos nacionales, Chittagong y Jessore desde su centro de Daca  .
En julio del 2016, la aerolínea anunció su intención de introducir gradualmente en servicio sus tres primeros aviones Boeing 737-800 en septiembre del mismo año, para luego lanzar nuevas rutas internacionales.  El 29 de abril del 2019, la aerolínea inició vuelos a Guangzhou, convirtiéndose  la primera aerolínea de Bangladesh en operar vuelos a China. La aerolínea inició vuelos de Daca a Chennai (vía Chittagong) el 31 de marzo del 2019, convirtiéndose también  la primera aerolínea de Bangladesh en operar vuelos al sur de la India.
En febrero del 2019, US-Bangla Airlines anunció un pedido de cuatro aviones ATR 72-600 para vuelos nacionales. El 22 mars 2019, se entregó el primer avión desde Toulouse a Daca vía El Dabaa y Mascate .
En septiembre del 2019, US-Bangla Airlines se convirtió  la segunda aerolínea más grande después de Biman Bangladesh Airlines en Bangladesh en términos de flota.

## Destinos
La compañía opera vuelos nacionales en Bangladesh, así como vuelos internacionales.

US-Bangla Airlines opera, a partir de noviembre del 2020, los siguientes aviones :

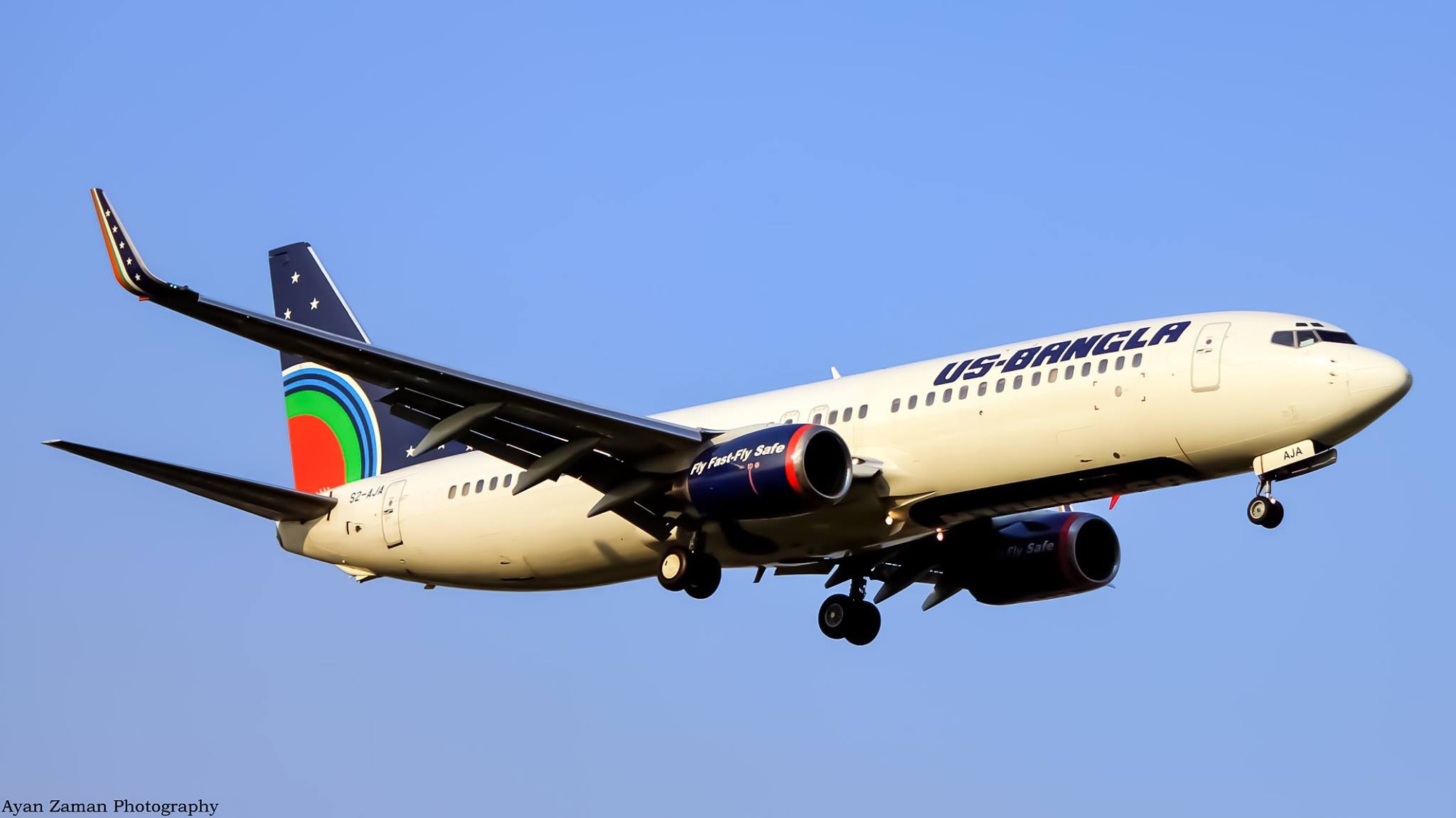
Boeing 737-800
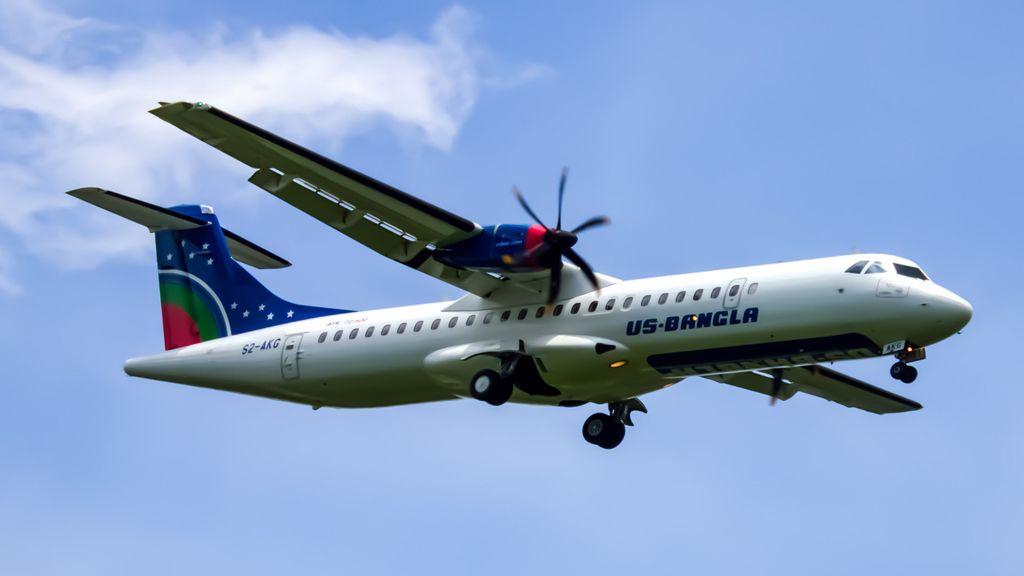
ATR 72-600
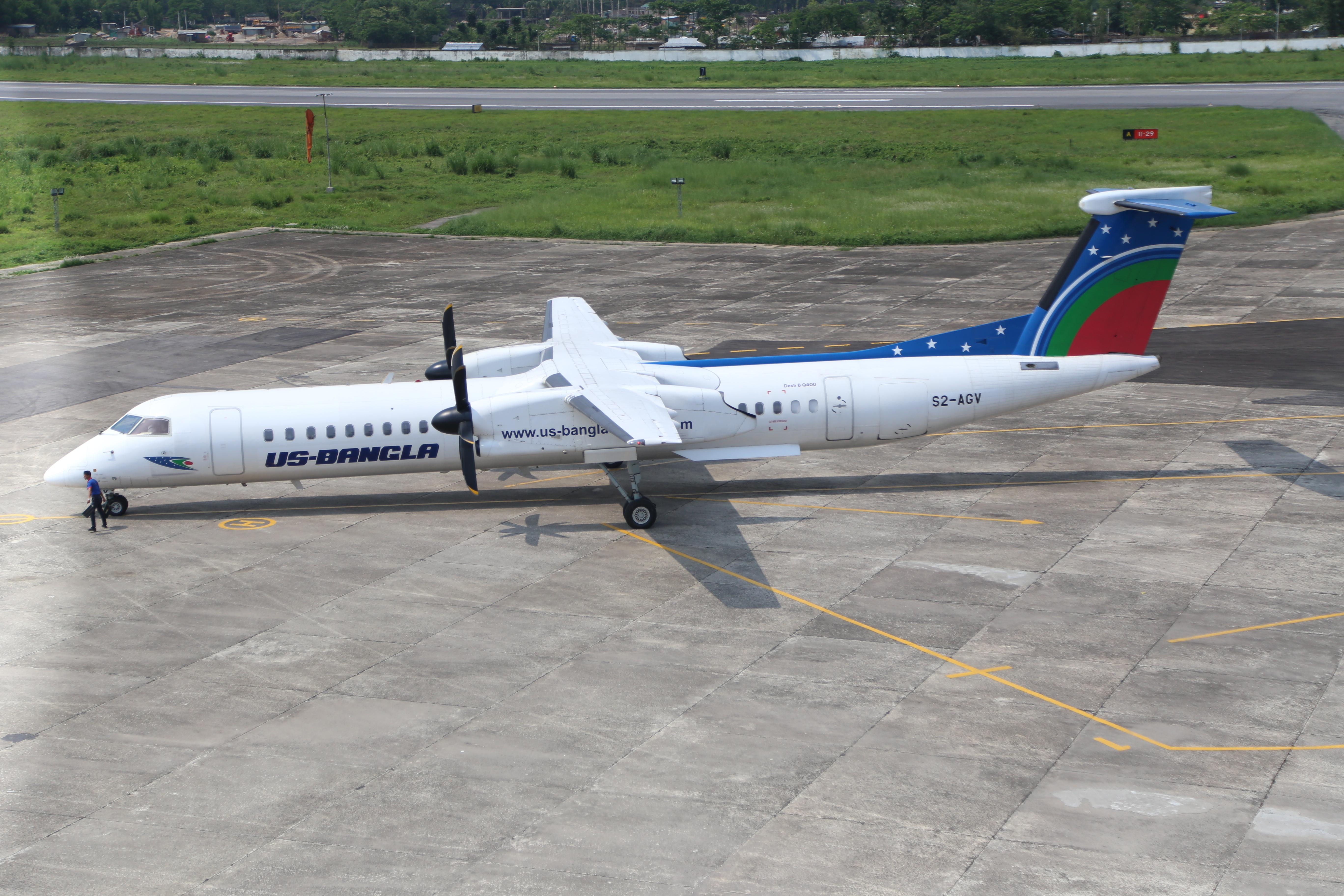
De Havilland Canadá DHC-8-400de US-Bangla Airlines en el aeropuerto internacional de Osmani, en mayo del 2015

## Accidente aéreo
En marzo del 2018, un avión de su flota se estrelló cerca del aeropuerto de Katmandú, matando a  personas.

## Nota y referencia
1. 1 2  «US-Bangla Airlines takes to the skies». The Daily Star. 17 de julio de 2014. Consultado el 15 août 2014.
2. ↑  «US-Bangla airlines adds its 10th aircraft». The Independent. 20 de octubre de 2019.
3. 1 2  «ইউএস-বাংলায় যুক্ত হলো দশম এয়ারক্রাফট». Prothom Alo (en bengalí). 20 octobre 2019.
4. ↑  «US-Bangla to procure 4 aircraft». BSS (Dhaka). 18 juillet 2016. Archivado desde el original el 23 juillet 2016. Consultado el 17 juillet 2018.
5. ↑  «দেশের প্রথম কোনো সংস্থা হিসেবে ইউএস-বাংলা চীনে যাচ্ছে». Prothom Alo (en bengalí). 20 mars 2019.
6. ↑  «US-Bangla Airlines offers Dhaka-Chennai direct flight». The Daily Star. 20 de marzo de 2019.
7. ↑  «Transport aerien : nombre d'accidents et de victimes en hausse étude». 2 janvier 2019. Consultado el 17 septembre 2022..

- Portal:Bangladesh. Contenido relacionado con Aeronáutica.

- Datos: Q17071713
- Multimedia: US-Bangla Airlines / Q17071713